# 레이저 지방 용해술
레이저 지방 용해술(Laser Hypertonic Pharmachological Lypolysis)은 삼투압이 낮은,특수한 목적으로 지방이 용해되기 쉽도록 만드는 약물을  주사바늘이나 특수한 주입용 관을 통해서 지방조직에 직접 주입하고, 외부에서 지방용해를 용이하게 해주는 특수한 파장의 초음파, 또는 레이저를 조사해 주는 방법을 말한다. 
저출력위 레이저와 저장성 투메센트 용액 약물을 이용하여 원하는 부위에 약1000CC 이하의 용액 주사를 한 후 일정시간 지난 후 일정한  전압의 저출력 레이저를 조사하여, 저장성 용액에 의한 지방분해 효과와 순환 촉진 작용 및 저출력 레이저에 의한 지방 분해 효과를 동시에 보고자 하는 비교적 비침습성의 지방분해술로 1998년 제6차 홍콩 국제동양미용성형외과학회(6th OSAPS)에서 김진왕 교수에 의해 처음 보고되었다.